# Jora Mała
Jora Mała (deutsch Klein Jauer) ist ein Ort in der polnischen Woiwodschaft Ermland-Masuren, der zur Stadt- und Landgemeinde Mikołajki (Nikolaiken) im Powiat Mrągowski (Kreis Sensburg) gehört.

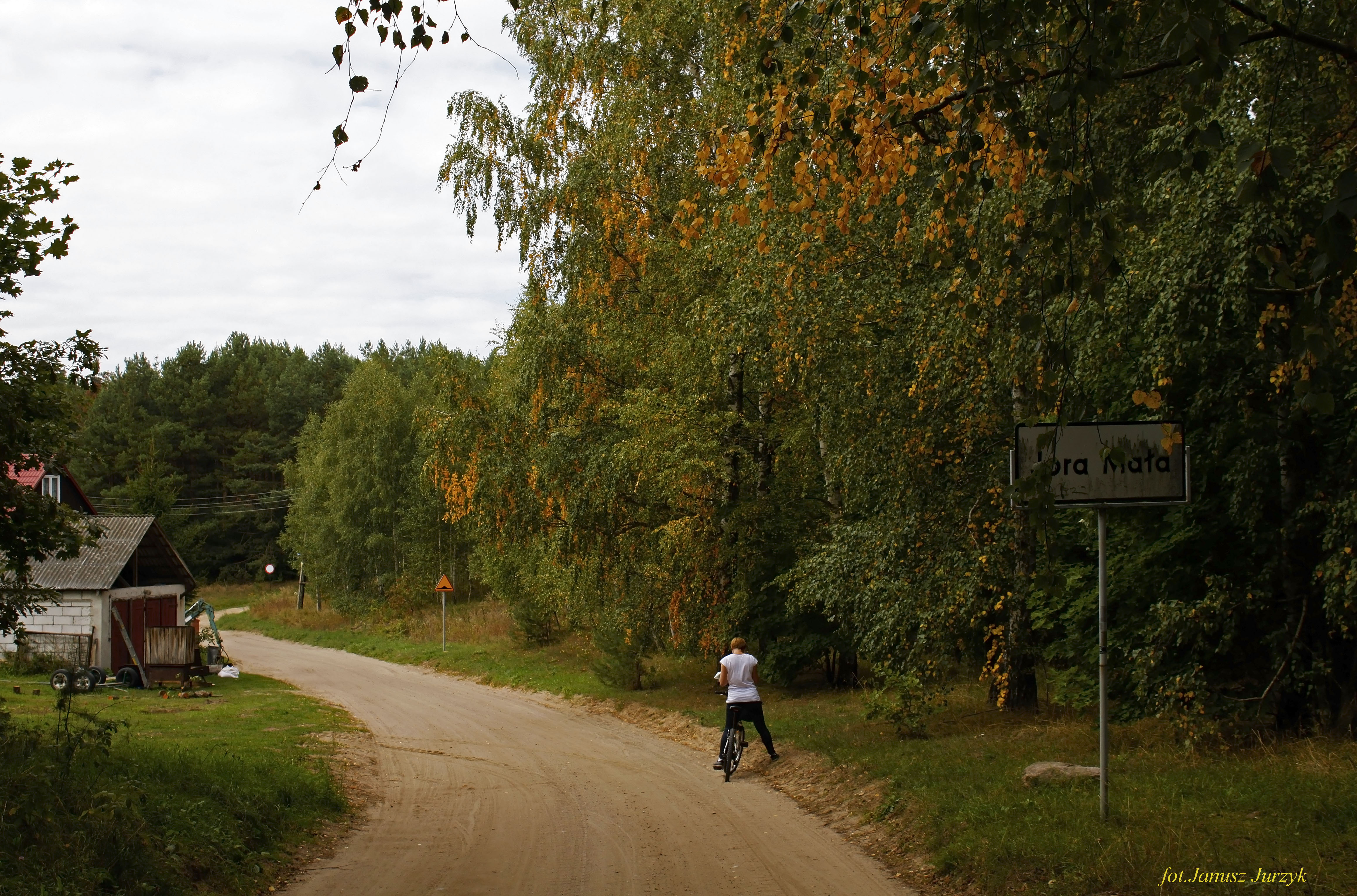
Ortseinfahrt Jora Mała (2014)

## Geographische Lage
Jora Mała liegt am Westufer des Jezioro Tałty (deutsch Talter Gewässer) in der östlichen Mitte der Woiwodschaft Ermland-Masuren. Die frühere Kreisstadt, das heutige Giżycko (deutsch Lötzen), ist 26 Kilometer in nordöstlicher Richtung, die heutige Kreismetropole Mrągowo (Sensburg) zwölf Kilometer in südwestlicher Richtung entfernt, und die Stadt Mikołajki (Nikolaiken) liegt acht Kilometer südöstlich.

## Geschichte
Das Gründungsjahr des bis 1945 Klein Jauer genannten Dorfes ist das Jahr 1478. Es entwickelte sich ein Ort aus mehreren großen und kleinen Höfen. 1785 wird der Ort ein köllmisches Dorf mit zehn Feuerstellen genannt, 1818 ein ebensolches mit 14 Feuerstellen bei 90 Seelen.
Von 1874 bis 1945 war Klein Jauer in den Amtsbezirk Groß Jauer (polnisch Jora Wielka) eingegliedert. Er gehörte zum Kreis Lötzen im Regierungsbezirk Gumbinnen (1905 bis 1945: Regierungsbezirk Allenstein) in der preußischen Provinz Ostpreußen.
Vor 1945 war Klein Jauer auch dem Standesamt Groß Jauer angeschlossen. Im Jahre 1910 lebten in dem Dorf 138 Einwohner. Ihre Zahl stieg bis 1933 auf 151 und verringerte sich bis 1939 auf 140.
In Kriegsfolge kam Klein Jauer 1945 mit dem gesamten südlichen Ostpreußen zu Polen und trägt seither die polnische Namensform „Jora Mała“. Heute ist es in das Schulzenamt (polnisch sołectwo) Jora Wielka einbezogen und damit eine Ortschaft im Verbund der Stadt- und Landgemeinde Mikołajki (Nikolaiken), somit vom Kreis Lötzen in den Powiat Mrągowski (Kreis Sensburg) „gewechselt“ – vor 1998 der Woiwodschaft Suwałki, seither der Woiwodschaft Ermland-Masuren zugehörig.

## Kirche
Bis 1892 war Klein Jauer in die Evangelische Pfarrkirche Rhein, danach bis 1945 in die Kirche Königshöhe (polnisch Użranki) in der Kirchenprovinz Ostpreußen der Kirche der Altpreußischen Union eingepfarrt. Heute gehört Jora Mała zur evangelischen Kirchengemeinde Użranki, einer Filialgemeinde der St.-Trinitatis-Pfarrkirche in Mrągowo (Sensburg) in der Diözese Masuren der Evangelische-Augsburgischen Kirche in Polen.
Auch katholischerseits ist Jora Mała heute nach Użranki zur dortigen Pfarrkirche orientiert. Sie gehört zum Bistum Ełk (Lyck) der polnischen katholischen Kirche. Bis 1945 war Klein Jauer in die St.-Adalbert-Pfarrkirche in Sensburg (Mrągowo) im Bistum Ermland eingegliedert.

## Verkehr
Jora Mała liegt verkehrstechnisch ein wenig abseits und ist vom Nachbarort Jora Wielka (Groß Jauer) lediglich über einen Landweg erreichbar. Eine Bahnanbindung besteht nicht. 